# 山崎峰水
山崎 峰水（1964年10月6日—），日本的漫画家。千葉縣出身。除了使用本名以外也有使用、等筆名。

## 經歷
於映像系專門學校在學時，便自己製作出手繪動畫、也有當過漫画家的助手的經驗。
以於第99回YJ月例新人賞獎勵賞（集英社）得獎（山崎浩名義）。以第105回佳作得獎作品（1988年『週刊Young Jump』20號）為出道作。之後又以獲得第19回青年漫画大賞（集英社）佳作、於1990年月刊Afternoon四季賞夏之競賽（講談社）獲得準入選。
喜歡去戶外活動，特別熱愛B級電影、貓、遊戲、圍棋等。
師傅為渡部淳。

## 作品列表

### 山崎浩名義
- （講談社「Morning」）
- （講談社「Morning Party 增刊」）
- （集英社「Business Jump」之後移籍到EXTRA增刊連載）
- （角川書店「月刊少年Ace」）
- （潮出版社「Comic Tom」）
- （Media Factory「Jugem」）
- （リイド社「Comic亂」）
- （凸版印刷首頁）
- （凸版印刷首頁）

### 山崎峰水名義
- MAIL（MAIL）（角川書店「月刊少年Ace増刊」連載）
- 黑鷺屍體宅配便（黒鷺死体宅配便） （原作：大塚英志、角川書店「Comic CHARGE」⇒「月刊少年Ace」連載）
- （原作：大塚英志、角川書店「月刊少年Ace」連載）
- 松岡國男退魔紀實（松岡國男妖怪退治）（原作：大塚英志、角川書店「Comic怪」連載）
- （角川書店「GUNDAM ACE」連載）
- 厄夜叢林漫畫版（The Blair Witch Project the Comic）（共著）（角川書店）
- 厄夜叢林2漫畫版（Blair Witch 2:序章Burkittsville 7）（原作：Jonathan Cohen、角川書店）外傳影片的漫畫化、由角川書店發行。
- （小學館「月刊IKKI」掲載）
- （少年畫報社「YOUNG KING OURs」刊載）

## 外部連結
- 山崎浩公認官網 （页面存档备份，存于）（日語）